# Lycoriella minutula
Lycoriella minutula är en tvåvingeart som beskrevs av Werner Mohrig och Nina Krivosheina 1987. Lycoriella minutula ingår i släktet Lycoriella och familjen sorgmyggor. Arten är reproducerande i Sverige. Inga underarter finns listade i Catalogue of Life.